# Leo Falcam
Leo Amy Falcam, né le 20 novembre 1935 dans le village d'Awak dans la municipalité de Uh dans l'État de Pohnpei et mort le 12 février 2018, est un homme d'État micronésien. Il a joué un rôle dans le processus d'indépendance de son pays et dans l'élaboration de la constitution nationale. Membre haut placé de l'administration du Territoire sous tutelle des îles du Pacifique, il devient, après la promulgation de la constitution, le premier gouverneur de l'État de Pohnpei. Il est élu par la suite sénateur du Congrès des États fédérés de Micronésie de 1987 à 1997, vice-président du pays de 1997 à 1999, puis le 5e président des États fédérés de Micronésie de 1999 à 2003.

## Biographie

### Jeunesse et études
Leo Falcam nait le 20 novembre 1935 dans le village d'Awak dans la municipalité de Uh dans l’État de Pohnpei. Il est diplômé en sociologie de l'université d'Hawaï en 1962. Il est d'un caractère direct et sans fioriture.

### Carrière politique

#### Territoire sous tutelle des îles du Pacifique
Leo Falcam est brièvement professeur à Pohnpei. Dès 1962 et jusqu'en 1964, il siège au gouvernement du Territoire sous tutelle des îles du Pacifique à Saipan, dans les îles Mariannes du Nord, en tant que responsable des affaires politiques pour le haut-commissaire du TTPI. En 1964, il est nommé administrateur adjoint du district de Pohnpei. Il quitte ce poste l'année suivante pour poursuivre ses études à la Woodrow Wilson School of Public Administration and International affairs à l'université de Princeton dans le New Jersey. En 1966, il revient au gouvernement du Territoire sous tutelle et occupe un poste de directeur général au haut-commissariat du Territoire sous tutelle du Pacifique. Il est temporairement haut-commissaire par intérim. Il est le premier Micronésien à occuper ce poste. En 1972, il devient le premier Pohnpeien administrateur du district de Pohnpei et le reste jusqu'en 1978,.
En 1975, dans le cadre de l'organisation de la future indépendance des États fédérés de Micronésie, il est élu délégué à la première convention constitutionnelle micronésienne et président de la délégation de Pohnpei. Il est chargé en 1976 d'établir le premier Bureau micronésien de Washington dans l'État de Washington aux États-Unis,.

#### États fédérés de Micronésie
À la suite de la promulgation de la constitution micronésienne en 1978, Leo Falcam devient le 1er mai de l'année suivante le premier gouverneur de Pohnpei,,. Son mandat prend fin le 1er mai 1983. Il est dès lors élu délégué et président de la première convention constitutionnelle de l'État de Pohnpei. 
En 1984, il est nommé premier maître général des postes, poste qu'il quitte en 1987 lorsqu'il devient sénateur de l’État de Pohnpei au Congrès des États fédérés de Micronésie. Il est continuellement réélu jusqu'en 1997,. Il est, entre 1987 et 1989, vice-président du comité des opérations judiciaires et gouvernementales et du comité de la santé, de l'éducation et des affaires sociales et membre de la commission des affaires extérieures. Entre 1989 et 1991, il préside le sous-comité du développement de la capitale nationale. Entre 1993 et 1997, il est vice-président de la commission des affaires extérieures. 
Il a également assuré la charge de président de la FSM Bank, de membre du conseil d'administration de la Banque, de membre du conseil d'administration de l'école d'agriculture et de commerce de Pohnpei et de la fondation PATS PEACE.
De mai 1997 à mai 1999, il est vice-président des États fédérés de Micronésie durant le mandat de Jacob Nena,. Il devient le cinquième président du pays le 11 mai 1999 et exerce sa fonction jusqu'au 11 mai 2003,. En janvier 2001, il est élu président du comité permanent du Forum des îles du Pacifique. En mars 2003, il perd son siège de sénateur durant les élections, ce qui l'oblige à renoncer à un second mandat.
Il est accusé par l'ancien président John Haglelgam de s'être approprié sa voiture officielle et en avoir fait transférer la propriété à son propre nom dans les derniers jours de son administration.